# 哈爾 (愛荷華州)
哈爾（英語：Hull）是一個位於美國愛荷華州蘇縣的城市。

## 地理
哈爾的座標為43°11′25″N 96°08′04″W / 43.19028°N 96.13444°W，而該地的平均海拔高度為439米（即1440英尺）。

## 人口
根據2010年美國人口普查的數據，哈爾的面積為3.11平方千米，當中陸地面積為3.11平方千米，而水域面積為0.00平方千米。當地共有人口2175人，而人口密度為每平方千米699人。